# W/Brasil (Chama o Síndico)
"W/Brasil (Chama o Síndico)" é uma canção composta e gravada pelo cantor brasileiro Jorge Ben Jor. A canção se tornou um grande hit do artista depois de anos de ficar longe das paradas de sucesso.

## Canção
Lançada em 1990 em formato compacto, a canção começou a fazer sucesso no ano seguinte, quando começou a ser difundida nas rádios brasileiras. A canção revigorou a carreira de Jorge Ben Jor, que passara a década de 1980 longe das paradas de sucesso. "W/Brasil" marcou uma guinada mais pop do veterano compositor. O "síndico" mencionado na canção é uma alusão ao cantor Tim Maia. Há também várias referências ao tráfico de drogas, à cidade do Rio de Janeiro e à política brasileira. O refrão "alô, alô, W/Brasil" foi criado anteriormente por Jorge em uma campanha publicitária para a empresa W/Brasil.

## História
No inicio dos anos 1990s, Jorge Ben jor foi convidado para ir por uma festa de fim de ano pela agência de publicidade W/Brasil, em um momento da festa o Jorge Ben jor decidiu fazer uma brincadeira que constituinte de ele repetir os versus Alô, alô, W/ Brasil! para que os funcionários que estava na festa podia cantar junto com ele.
Mais tarde, Jorge Ben jor estava jantado com o Washington Olivetto enquanto eles estava falado sobre a situação política do Brasil deste tempo. Ate que o Olivetto falou que com o rumo que as coisas estão indo, se o Brasil fosse um prédio o Tim Maia estaria no topo. Mais tarde, Jorge Ben jor decidiu escrever a canção em resposta desta conversa que ele teve.

## Prêmios e indicações
| Ano  | Prêmio          | Categoria     | Resultado |
| ---- | --------------- | ------------- | --------- |
| 1994 | Troféu Imprensa | Melhor Música | Venceu    |